# Панонски врх (филм)
Панонски врх је југословенски телевизијски филм из 1980. године.